# Kononówka (rejon łubieński)
Kononówka (ukr. Кононівка, ros. Кононовка) – wieś na Ukrainie, w obwodzie połtawskim, w rejonie łubieńskim.
Wieś Kononówka położona jest ok. 1 km od Łubniów, dawnej siedziby książąt Wiśniowieckich.
W latach 30. XX wieku mieszkańcy wsi znacznie ucierpieli na skutek przymusowej kolektywizacji (1929-1934) oraz wielkiego głodu na Ukrainie (1933-1934), w wyniku czego liczba mieszkańców zmniejszyła się o jedną trzecią.
Według spisu ludności USRR z 1989 roku wieś zamieszkiwało 267 osób. Według spisu z 2001 roku mieszkańców było 153 osób.

## Osoby związane z Kononówką
- Hanka Bielicka (1915-2006) – polska aktorka, urodzona w Kononówce w 1915 roku[3]
- Jan (ojciec Ioann, zm. 1695) – protoplasta rodu Gogol-Janowskich, proboszcz Uspieńskiej cerkwi w Kononówce, przodek poety Nikołaja Gogola
- Damian (Dziemian) Janowski – syn Jana, również proboszcz w Kononówce
- Afanazy Dziemianowicz Gogol-Janowski (1738-1805) – syn Damiana, oficer wojsk kozackich i rosyjskich, urodzony w Kononówce, dziadek Nikołaja Gogola
- Fiodor Iwanowicz Łewczenko (1876-1937) – ukraiński gleboznawca, od 1931 roku profesor, urodzony w Kononówce